# TheoPrax

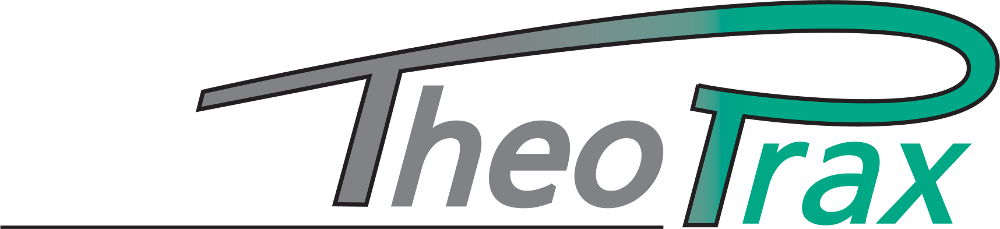
TheoPrax

Die Lehr- und Lernmethode TheoPrax wurde Mitte der 1990er Jahre von Peter Eyerer, Bernd Hefer und Dörthe Krause am Fraunhofer-Institut für Chemische Technologie (Pfinztal-Berghausen) entwickelt. Ziel ist die Nutzung handlungs- und praxisorientierter Lernkonzepte, die in Kooperation mit externen Partnern aus Industrie, Forschung, Dienstleistern und Kommunen umgesetzt werden und dadurch die Lernmotivation zu steigern.
Die Methode ist als „Schnittstelle zwischen Schule und Wirtschaft“ konzipiert.
„TheoPrax“ ist ein eingetragenes Warenzeichen des Fraunhofer-Instituts für Chemische Technologie.

## Die TheoPrax-Methode
TheoPrax hat die folgenden Eckpunkte:
- fächerübergreifender Gruppenunterricht,
- Projektarbeit, die in Lehr- und Studienpläne integriert ist,
- Bearbeitung von Themen mit „Ernstcharakter“ aus den Bereich der Wirtschaft, Forschung, Industrie
- Arbeit in Auftrags-/Angebotsverhältnissen,
- Schulung in Projektmanagement, Kreativitätstechniken, Kommunikation, Konfliktmanagement
- Geld fließt an Institutionen, nicht an Personen.

Die Stiftung bietet Weiterbildungen für das Lehrpersonal an. Die Methode wird ab Klassenstufe 8 aller Schularten und an der Hochschule eingesetzt werden können und wird auch ab Jahrgangsstufe 5 in einem Pilotdurchgang eingesetzt.
Nach eigenen Angaben wurden bundesweit bisher 1050 Projekte durchgeführt.
Die TheoPrax-Methode soll sich besonders eignen, um Lernenden den Gedanken Nachhaltiger Entwicklung – beispielsweise im ingenieurwissenschaftlichen Studium – nahezubringen. TheoPrax wird von unabhängigen Fachleuten als positives Beispiel für die Kooperation zwischen Schule und außerschulischen Lernorten in der Technikausbildung zitiert. Auch unternehmerische Gesichtspunkte, wie beispielsweise die Annahme und Abwicklung von Forschungsaufträgen sind Teil der TheoPrax-Methode. Von TheoPrax erhofft man sich u. a. eine verbesserte Nachwuchsgewinnung im Bereich des Ingenieur- und Chemieingenieurwesens.

## Förderung des TheoPrax-Gedankens

### TheoPrax-Zentrum
Das TheoPrax-Zentrum hat seinen Sitz im Fraunhofer-Institut für Chemische Technologie in Pfinztal. Weitere 13 Kommunikationszentren sind im Bundesgebiet bisher zur regionalen Betreuung installiert und ein weiteres bei SENAI in Salvador, Brasilien. Das TheoPrax-Zentrum ist Mitglied des Initiativkreises „Unternehmergeist in die Schulen“ des BMWi und im LernortLabor - Bundesverband der Schülerlabore e.V., sowie Gründungsmitglied des Fördervereins der Science-Academy Baden-Württemberg.

### TheoPrax-Stiftung
2001 wurde die TheoPrax-Stiftung zur Förderung der Wissenschaft und Forschung sowie der Aus- und Weiterbildung, insbesondere der Förderung der TheoPrax-Methodik gegründet.

### TheoPrax-Preis
Seit 2002 wird jährlich bundesweit der TheoPrax-Preis ausgeschrieben, in dem Schüler- bzw. Studententeams für herausragende Projektarbeiten ausgezeichnet werden, die unterrichtsintegriert in Zusammenarbeit mit externen Projektgebern bearbeitet wurden. Schirmherren bzw. Schirmherrin waren bisher u. a. Bundeskanzlerin Angela Merkel und der ehemalige Präsident der Fraunhofer-Gesellschaft zur Förderung der angewandten Forschung e. V., Hans-Jörg Bullinger, 2014 Bundesminister für Wirtschaft und Energie Sigmar Gabriel.

## Partner
Die Partner kommen aus Großunternehmen, Mittelstand, Vereine/Verbände, Kommunen, Schulen, Institute, Universitäten und Hochschulen. Einige Beispiele:

### Großunternehmen
Unter den Großunternehmen sind Partner wie: Bosch, Daimler, Ernst & Young, EnBW, M+W Group und weitere.

### Universitäten
Kooperierende Universitäten und Hochschulen sind:
Karlsruher Institut für Technologie, Universität Stuttgart, Technische Universität Berlin, Universität Kassel, Ruprecht-Karls-Universität Heidelberg, Eberhard Karls Universität Tübingen, Hochschule Esslingen, Hochschule Furtwangen, Hochschule Heilbronn, Hochschule Karlsruhe – Technik und Wirtschaft.

## Auszeichnungen
TheoPrax ist seit 2005 vier Mal in Folge als offizielles Projekt der UN-Dekade „Bildung für eine Nachhaltige Entwicklung“ anerkannt worden. Das TheoPrax-Zentrum ist ein „Ausgewählter Ort“ der Initiative „Deutschland - Land der Ideen“. ThePrax war das erste Bildungsnetzwerk, dass auf den offiziellen Webseiten des BMBF für Kompetenznetzwerke aufgenommen wurde.